# Броніслав Данда
Броніслав Данда (чеськ. Bronislav Danda; 10 січня 1930, Градець-Кралове, Чехословаччина — 31 грудня 2015, Брно, Чехія) — чехословацький хокеїст, крайній нападник. Учасник трьох Олімпіад.

## Спортивна кар'єра
Ігрова кар'єра починалася у команді «Рапід» з Падрубице. 1949 року його колектив об'єднввся з клубом ЛТЦ (Падрубице), новоутворений клуб отримав назву «Славія». Через два роки переїздить до Брно, де спочатку грає за «Збройовку», а згодом за ЗКЛ. Разом з Франтішеком Машланем, Ладиславом Олійником, Франтішеком Ванеком, Рудольфом Шеуром і Властимилом Бубником брав участь у всіх сезонах, коли його команда здобувала золото в чемпіонаті Чехословаччини (всього 11 разів). Переможець першого розіграшу Кубка європейських чемпіонів.
У національній команді дебютував 14 грудня 1950 року. Це був перша гра після річної перерви, що пов'язана з арештом і подальшим ув'язненням дванадцяти гравців збірної. У матчі проти Фінляндії лише троє хокеїстів мали невеликий досвід виступів на рівні національних збірних (Властимил Бубник, Милослав Блажек і Милослав Рейман). Але це не завадило здобути над скандинавами переконливу перемогу з рахунком 8:2; один з голів на рахунку Броніслава Данди.
Протягом першої половини 50-х років постійно викликався до лав збірної. У цей час виступав на двох Олімпійських іграх і трьох чемпіонатах світу. Володар бронзової нагороди 1955 року. Після трьох років перерви зув запрошений на третю Олімпіаду, що проходила в Скво-Веллі. На цих змаганнях провів 37 ігор (22+18), а всього у складі збірної Чехословаччини — 80 матчів (45 голів).
Також захищав кольори футбольних команд другого дивізіону Чехословаччини «Збройовка» і «Брно». З 1957 по 1961 рік періодично з'являвся у складі клубі вищої ліги «Руда Гвезда», у тому числі провів матч-відповідь проти східнонімецького «Форвертса» (Берлін) у першому раунді дебютного сезону Кубка володарів кубків. Гра завершилася перемогою чехословаків, а один з голів забив партнер по хокейній команді Властимил Бубник.
Входить до клубу хокейних снайперів (257 закинутих шайб). 6 квітня 2010 року обраний до зали слави чеського хокею

## Досягнення
- Чемпіонат світу

 Третій призер (1): 1955
- Чемпіонат Європи

 Віце-чемпіон (3): 1952, 1955, 1960
 Третій призер (2): 1954, 1956
- Чемпіонат Чехословаччини

 Чемпіон (11): 1955, 1956, 1957, 1958, 1960, 1961, 1962, 1963, 1964, 1965, 1966
- Кубок чемпіонів

 Переможець (1): 1966